# Fürther Streichhölzer
Die Jungen Fürther Streichhölzer sind ein 1983 gegründetes Jugendsinfonieorchester in der mittelfränkischen Stadt Fürth. Sie gelten neben dem Nürnberger Jugendorchester als größtes und bekanntestes Jugendorchester der Region.

## Geschichte
Die Jungen Fürther Streichhölzer wurden 1983 von der Dirigentin und Cellistin Christel Opp zunächst als Kammerensemble gegründet. Das Orchester wuchs bald zu symphonischer Größe und besteht nun aus bis zu 150 Musikern im Alter von 8 bis 25 Jahren. Christel Opp etablierte regelmäßige Konzertreisen und internationale Workshops, die das Orchester unter anderem nach Frankreich, Griechenland, in die Türkei, nach Zypern, Tschechien, Polen und in die USA führten.
2003 trat Opp als Chefdirigentin zurück, um sich anderen Interessen zu widmen. Ihr Nachfolger wurde der Violinist Bernd Müller, der selbst jahrelang Konzertmeister der Jungen Fürther Streichhölzer war.

## Orchester und Repertoire
Das Orchester gliedert sich in drei Alters- und Leistungsstufen: das Vororchester, das Nachwuchsorchester und das Symphonieorchester.
Im Vororchester (ab etwa 8 Jahren, Streichinstrumente) lernen die jungen Musiker in einer wöchentlichen, einstündigen Probe die Grundlagen des Zusammenspiels. Das Nachwuchsorchester (ab etwa 10 Jahren) vertieft – ebenfalls in wöchentlichen, einstündigen Proben – die Grundlagen und führt in Konzerten leichte bis mittelschwere Originalliteratur auf.
Das Symphonieorchester besteht aus Jugendlichen ab dem Alter von 14 Jahren. Hier werden unter Einbeziehung aller Instrumente eines Orchesters mittelschwere bis schwere symphonische Werke erarbeitet. Die wöchentlichen Proben dauern 3 Stunden. Vor Konzerten gibt es Zusatzproben von einigen Stunden oder einem Tag.
Der musikalische Schwerpunkt des Orchesters liegt dabei auf symphonischer Musik des 19. und 20. Jahrhunderts, z. B. Werke von Beethoven, Brahms, Tschaikowski, Dvořák, Schumann, Bruckner, Ravel, Wagner, Schostakowitsch, aber auch neue Musik steht gelegentlich auf dem Programm.

## Konzertvorbereitung und Konzerte
Zweimal im Jahr gibt es zur konzentrierten Vertiefung der wöchentlichen Probenarbeit eine intensive Probenphase auf einem Schloss. Das Symphonieorchester probt dabei täglich etwa 8 Stunden, das Vor- und Nachwuchsorchester etwa 5 Stunden. An den Abenden wird oft zusätzlich noch Kammermusik gespielt. Die Probenphasen des Symphonieorchesters dauern bis zu 6 Tage, die des Vor- und Nachwuchsorchesters bis zu 3 Tage.
Die Jungen Fürther Streichhölzer spielen etwa vier Symphoniekonzerte pro Jahr, zumeist im Stadttheater Fürth. Weitere Auftritte erfolgten außerdem im Kulturforum Fürth, in der Nürnberger Tafelhalle oder im Erlanger Redoutensaal. Im Juli findet traditionell ein Open-Air-Konzert im Fürther Südstadtpark statt. Dieses steht immer unter einem bestimmten Motto wie zum Beispiel „Classic goes Hollywood“ oder „Last night of the Proms“. Daneben geben die Fürther Streichhölzer jedes Jahr zahlreiche Kirchen-, Kammer- und Kinderkonzerte.

## Auszeichnungen
2022 wurden die Fürther Streichhölzer im Stadttheater mit dem Kulturpreis des Stadtrats ausgezeichnet.